# 월곶-판교선
경강선(시흥~성남)(京江線(始興~城南)) 또는 월곶-판교선(月串-板橋線)은 경강선의 일부로 송도역과 판교역을 이을 노선이다.

## 연혁
- 2017년 7월 21일: 복선전철사업 전략환경영향평가서(초안)[2]
- 2018년 11월 5일 : 기본계획 고시[3]
- 2018년 11월 9일: 변경 계획 고시[4]
- 2021년 4월 26일 : 총 10공구 중 8공구 착공[5][6]
- 2024년 7월 1일: 총 10공구 중 9공구 착공

## 노선
송도역~월곶역을 비롯한 시흥시청역, 광명역, 안양역, 인덕원역, 판교역 등을 제외한 나머지 역명은 모두 가칭이다.
- 신안산선 계획에 따르면 시흥시청역과 학온역 사이 매화역 정거장이 추후 계획에 있다.
- ● 수도권 전철 수인·분당선 노선색으로 표시된 구간(송도-월곶)은 수인선과 선로를 공유 할 예정이다.
- ● 신안산선  노선색으로 표시된 구간(시흥시청-광명)은 신안산선과 선로를 공유 할 예정이다.

| 역 번호                     | 역명           | 로마자 역명       | 한자 역명    | 역간 거리 | 영업 거리 | 접속 노선                                 | 소재지     | 소재지 | 비고 |
| --------------------------- | -------------- | ----------------- | ------------ | --------- | --------- | ----------------------------------------- | ---------- | ------ | ---- |
|                             | 송도           | Songdo            | 松島         |           |           | ● 수도권 전철 수인·분당선                 | 인천광역시 | 연수구 | 급행 |
|                             | 연수           | Yeonsu            | 延壽         |           |           | ● 수도권 전철 수인·분당선                 | 인천광역시 | 연수구 |      |
|                             | 원인재         | Woninjae          | 源仁齋       |           |           | ● 인천 도시철도 1호선                     | 인천광역시 | 연수구 |      |
|                             | 남동인더스파크 | Namdong Induspark | 南洞産業團地 |           |           |                                           | 인천광역시 | 남동구 |      |
|                             | 호구포         | Hogupo            | 虎口浦       |           |           |                                           | 인천광역시 | 남동구 |      |
|                             | 인천논현       | Incheon Nonhyeon  | 仁川論峴     |           |           |                                           | 인천광역시 | 남동구 |      |
|                             | 소래포구       | Soraepogu         | 蘇萊浦口     |           |           |                                           | 인천광역시 | 남동구 |      |
|                             | 월곶           | Wolgot            | 月串         | 0.0       | 0.0       | ● 수도권 전철 수인·분당선                 | 경기도     | 시흥시 |      |
|                             | 장곡           | Janggok           | 長谷         |           |           |                                           | 경기도     | 시흥시 |      |
|                             | 시흥시청       | Siheung City Hall | 始興市廳     |           |           | ● 수도권 전철 서해선 ● 신안산선           | 경기도     | 시흥시 | 급행 |
|                             | 매화           | Maehwa            | 梅花         |           |           |                                           | 경기도     | 시흥시 |      |
|                             | 학온           | Hagon             | 鶴溫         |           |           |                                           | 경기도     | 광명시 |      |
|                             | 광명           | Gwangmyeong       | 光明         |           |           | ● 수도권 전철 1호선 ● 신안산선 경부고속선 | 경기도     | 광명시 | 급행 |
|                             | 만안           | Manan             | 萬安         |           |           |                                           | 경기도     | 안양시 |      |
|                             | 안양           | Anyang            | 安養         |           |           | ● 수도권 전철 1호선                       | 경기도     | 안양시 |      |
|                             | 안양운동장     | Anyang Stadium    | 安養運動場   |           |           |                                           | 경기도     | 안양시 |      |
|                             | 인덕원         | Indeogwon         | 仁德院       |           |           | ● 수도권 전철 4호선 ■ 동탄인덕원선        | 경기도     | 안양시 | 급행 |
|                             | 청계           | Cheonggye         | 淸溪         |           |           |                                           | 경기도     | 의왕시 |      |
|                             | 서판교         | Seopangyo         | 西板橋       |           |           |                                           | 경기도     | 성남시 |      |
| K409                        | 판교           | Pangyo            | 板橋         | 3.2       | 40.1      | ● 신분당선                                | 경기도     | 성남시 | 급행 |
| 경강선(성남~여주) 직결 예정 |                |                   |              |           |           |                                           |            |        |      |

## 논란
- 2007년, 판교신도시에서 일부 구간을 미리 건설해줄 것을 요구하였으나, 무산되었다.[7]
- 2011년, 안양역을 경유하여 시내를 지나는 노선의 타당성이 낮아 관악역을 경유하는 노선을 검토하기로 한 것에 대해 안양시가 반발하였다.[8]
- 시흥시에서는 시흥시청역 - 월곶역 구간에 장곡역과 광명역 - 시흥시청역 구간인 신안산선 구간에 매화역 설치를 강하게 요구하였다.[9]

## 사건 및 사고
- 2025년 4월 11일, 광명 신안산선의 공사 현장에서 도로가 붕괴해 1명이 실종되고, 1명이 고립되었다.[10] 매몰된 2명 중 굴삭기 기사인 1명은 연락이 닿았지만 한 명은 생사를 알 수 없는 상황이다. 붕괴가 발생한 곳은 전날 10일 밤 9시50분쯤에 붕괴 우려 신고가 접수되었던 광명시 일직동 신안산선 복선전철 민간투자사업 제5-2공구 환기구 공사 현장이다. 당시 현장에서는 ‘투아치'(2arch) 구조로 시공 중이던 지하터널 안의 가운데 기둥에 균열이 생겼다고 한다.[11] 소방 대응 1단계 발령해 구조 작업 중이다.[10]